# Interplay Entertainment
Az Interplay Entertainment egy amerikai játékkiadó- és fejlesztő cég, mely fénykorát a kilencvenes évek elején élte.

## Történet

### Interplay Productions
A céget egyszerű játékfejlesztő stúdióként alapította 1983-ban négy fiatal: Brian Fargo, Jay Patel, Troy Worrell, és Rebecca (Bill) Heineman. A csapat többi részét a korábbi, éppen szétesőben lévő Boone Corporationból csábították át.
Kezdeti projektjeik elsősorban bérprogramozásból, szoftverek átportolásából álltak, de dolgoztak a Loral Corporationnek is egy katonai jellegű megbízás keretében. Eközben leszerződtek az Activisonnel, méghozzá három, grafikus megjelenítést is használó, de alapvetően szöveges kalandjáték elkészítésére. A három játék: a Mindshadow, a The Tracer Sanction, és a Subway Software 1984-85-ben jelentek meg, és nagymértékben támaszkodtak Fargo korábbi, Demon's Forge című játékára.
Ugyancsak 1985-ben felvették a kapcsolatot az Electronic Arts-szal, akiknek a Racing Destruction Set című játékát portolták át az Atari 8 bites gépeire. Ezt követően a The Bard’s Tale, a Wasteland, és a Dragon Wars című játékaikat adták ki náluk, az Interplay pedig híres lett az általa készített szerepjátékokról.
Hamarosan ők maguk kezdték el kiadni saját játékaikat, mint a Neuromancer vagy a Battle Chess, 1988-tól kezdve pedig más fejlesztők játékainak forgalmazásába is belekezdtek. Az első ilyen jellegű nagyobb sikerük a Parallax Software által fejlesztett Descent volt 1993-ban, később pedig jött a Carmageddon, a Fragile Alliance, a Hardwar és a Redneck Rampage. Elnyerték a Star Trek-játékok forgalmazási jogát is, amely üzletileg rendkívül sikeres volt. Emellett továbbra is adtak ki saját játékokat is, mint az évekig fejlesztett Stonekeep.
A kilencvenes évek végén a szerepjátékok reneszánsza idején is több sikerjátékot adtak ki ebben a műfajban. 1997-ben jelent meg a cégnek hatalmas sikert hozó Fallout és a folytatása, melyet már a házon belül alakított, Black Isle Studios nevű csapatuk fejlesztett. Megvásárolták a Dungeons & Dragons licenszét, amely alapján több játékot is kiadtak, a legnépszerűbb közülük a Baldur's Gate volt, amely több kiegészítőt és folytatást is megélt, valamint Baldur's Gate: Dark Alliance címmel egy spin-off akciójáték-sorozatot. Ezekben az években főként Windowsra fejlesztettek, egy-két konzolos játékot leszámítva, mint a Loaded vagy a ClayFighter.

### Interplay Entertainment
1998-ban az Interplay komoly pénzügyi nehézségekkel kezdett el küzdeni, ezért a cég a tőzsdére került, és ezzel egy időben nevet is váltott. De a gondok nem szűntek meg, elsősorban azért, mert a vetélytársak egyre erősödtek, a fejlesztések sok pénzt emésztettek fel, és mert a cég hanyagolta az akkoriban már egyre nagyobb konzolos piacot. Így aztán a párizsi Titus Interactive-tól kellett segítséget kérniük: a cég 35 millió dollárral szállt be az Interplaybe. 1999-ben az Interplay megvásárolta a Virgin Interactive 49.9 százalékát, ennek köszönhetően egy nagyobb terjesztői hálózatot szereztek. Ekkoriban kezdték el játékaik licenszjogait is értékesíteni (bundled software), ennek keretein belül jelentek meg Magyarországon is a különféle játékújságokhoz adott Interplay-teljes játékok.
A pénzügyi csődön végül úgy sikerült úrrá lenni, hogy 2001-ben a Titus teljes egészében felvásárolta őket, szinte teljesen megváltak a kiadói tevékenységtől, helyette pedig a Vivendi Universal Games-szel írtak alá egy hosszútávú megállapodást az Interplay saját játékainak forgalmazásáról. 2002-ben Brian Fargo is távozott, és megalapította az inXile Entertainment nevű céget, miután vezetése alatt sikertelen volt a konzolokhoz történő közeledés. Herve Caen lett az új vezérigazgató, rá várt az a dicstelen, de szükséges feladat, hogy a költségek lefaragásával megmentse a céget a csődtől. Rengeteg licencet voltak kénytelenek eladni (többek között a Gyűrűk ura, vagy a Mátrix jogait), és több stúdiójuk kénytelen volt bezárni (BlueSky Software), vagy elhagyta őket (Shiny Entertainment). 2002-ben a részvényeik értéke olyan alacsony lett, hogy törölték őket a NASDAQ tőzsdéről. Az Interplay európai üzletágát teljes egészében átvette a Titus, a Virgin Interactive-ot átnevezték Avalon Interactive-ra, és ezen a néven folyt tovább a forgalmazás.
2003-ban felmondták a Vivendivel kötött szerződést, miután a Vivendi beperelte őket, szerződésszegésre hivatkozva. Az év végén, decemberben megszűnt a Black Isle Studios is, és ezzel törölték két játékukat, a Fallout 3-at és a Baldur's Gate III-at, melyektől jó bevételeket reméltek. Ehelyett közel 20 millió dolláros hiánnyal zárták az évet.
2004-re a cégnek arra sem maradt pénze, hogy kifizesse az alkalmazottakat, akik emiatt sorra kiléptek. Hamarosan már a weboldal fenntartását se vállalták, s az oldal egy időre meg is szűnt. 2005-ben a Titus tönkrement, az Interplay végleg finanszírozó nélkül maradt, és ezért csődeljárás indult ellenük. 2007-ben előbb az egyjátékos jogok licenszét, majd később a teljes Fallout-licenszet eladták a Bethesda Softworks-nek, így tudtak kilábalni a csődhelyzetből.
2008 szeptemberében több régi játékuk felkerült a GOG-ra, ily módon újra forgalomba kerültek, digitális terjesztés útján.
2013-ban, mindössze 7500 dollárért visszavásárolták a FreeSpace franchise jogait, miután a THQ tönkrement.
2016 szeptemberében bejelentették, hogy közel 70 játékuk szellemi tulajdonjoga eladóvá vált.
Eddigi legutolsó kiadott játékuk 2021-ben az újjáalakult Black Isle Studios által modern konzolokra, illetve most már PC-re is átportolt Baldur's Gate: Dark Alliance remastere, de fejlesztés alatt áll Kingpin: Reloaded címmel a Kingpin: Life of Crime felújított változata is.

## Perek
2003-ban perben álltak a Snowblind Studios-szal, a Dark Alliance Engine grafikus motor miatt, amelyet több játékukhoz is használtak ekkoriban. A jogvitát közös megegyezéssel lezárták.
2009-ben a Bethesda Softworks perelte be őket azért, hogy megállítsa a Fallout Trilogy nevű játékcsomagjuk további értékesítését, illetve hogy leállíttassák a készülő Fallout Online fejlesztését. A két évig tartó pereskedést követően abban állapodtak meg a felek, hogy az Interplay még 2013 végéig forgalmazhatja a saját fejlesztésű Fallout-játékait, a Fallout Online jogait pedig 2 millió dollárért eladták a Bethesdának. A már fejlesztés alatt állt játékot átnevezték Project V13-ra, amelyet bár soha nem töröltek, 2012 óta semmilyen hírt nem adtak ki róla.
2010-ben pert nyertek a TopWare Interactive ellen, akik Battle vs. Chess címen adták ki egyik játékukat, mely név megtévesztően hasonlított az Interplay Battle Chess sorozatára.